# Sewellia tropica
Sewellia tropica är en kräftdjursart. Sewellia tropica ingår i släktet Sewellia och familjen Thalestridae. Inga underarter finns listade i Catalogue of Life.